# 룬의 아이들
《룬의 아이들》은 전민희 작가의 한국 판타지 소설 시리즈이다. 1부 윈터러와 2부 데모닉, 3부 블러디드로 구성되어 있다. 윈터러는 현재 일본, 타이완, 중화인민공화국 등에도 번역 출간되어 아시아의 여러 나라에서 인기를 얻었다.
1부 윈터러는 전체 7권으로 구성되며 주인공 보리스 진네만의 성장기가 주를 이루고 있다. '윈터러'는 보리스에게 주어진 가문의 검이자 지켜야 할 사명이며, 동시에 보리스 자체를 상징하는 '겨울을 지새는 자'의 의미를 지녔다.
2부 데모닉은 전체 9권으로 구성되며 주인공 조슈아 아일브레단트 폰 아르님의 이야기가 주를 이룬다. 조슈아는 '데모닉'으로, 아르님 가문만의 특징으로서 몇 대에 걸쳐 출현하는 악마적인 천재성을 가졌다. 이에 조슈아를 시기한 자가 도플갱어 인형을 빚어냄으로써 벌어지는 이야기. 2007년 2월 20일 완결되었다.
3부 블러디드는 2018년 11월 21일 1권 출간, 약 11년 만의 신작으로서, 주인공 샤를로트 비에트리스 드 오를란느(Charlotte Bietris de Orlanne)가 실종된 자신의 오빠의 흔적을 찾아가는 모험 속에 어머니로부터 계승한 자신만의 능력 '블러디드'를 개화하고 자아 정체성을 확립해 나가는 이야기이다. '블러디드'역시 샤를로트 고유의 능력이며, 자아를 상징하기도 하는 단어로 짐작된다.
넥슨 사 게임 테일즈위버의 원작이다. 3부 블러디드 출간을 기념해 테일즈위버 홈페이지에서 미리보기 이벤트를 제공하기도 했다.
아름다운 세계관과 개성 넘치는 캐릭터, 유려한 문체와 깊이 있는 감성으로 한국 판타지의 모범이자 현재진행형인 전설이라 홍보된다. 국내외 총 판매량 300여만 부의 기록을 가지고 있다. 전민희 작가 특유의 수려한 문체와 묘사력이 매력적이며 한국 판타지의 대표작으로 평가된다.

## 같이 보기
- 테일즈위버